# NGC 3039
NGC 3039 est une galaxie spirale située dans la constellation du Sextant. NGC 3039 a été découverte par l'astronome allemand Albert Marth en 1865.

## Caractéristiques
Sa vitesse par rapport au fond diffus cosmologique est de 5 335 ± 24 km/s, ce qui correspond à une distance de Hubble de 78,7 ± 5,5 Mpc (∼257 millions d'al).
À ce jour, trois mesures non basées sur le décalage vers le rouge (redshift) donnent une distance de 65,700 ± 1,609 Mpc (∼214 millions d'al), ce qui est à l'extérieur de la distance de Hubble. Notons cependant que c'est avec la valeur moyenne des mesures indépendantes, lorsqu'elles existent, que la base de données NASA/IPAC calcule le diamètre d'une galaxie et qu'en conséquence le diamètre de NGC 3039 pourrait être d'environ 32,0 kpc (∼104 000 al) si on utilisait la distance de Hubble pour le calculer. 
La classe de luminosité de NGC 3039 est II et elle présente une large raie HI. Selon la base de données Simbad, NGC 3039 est une galaxie active de type Seyfert 2.